# 10200 Quadri
10200 Quadri (1997 NZ2) là một tiểu hành tinh vành đai chính được phát hiện ngày 7 tháng 7 năm 1997 bởi V. Goretti ở Pianoro.